# イェディオト・アハロノト
イェディオト・アハロノト（ヘブライ語: ידיעות אחרונות、Yedioth Ahronoth）は、イスラエルの大手ヘブライ語新聞。紙名はヘブライ語で「最近のニュース」という意味である。1970年代以降、イスラエル最大の発行部数を誇っている。

## 概要
組織ではなく個人が発行する新聞としてはイスラエルで最も古い新聞の一つ。1939年、ナフーム・コマロフ（Nachum Kumarov、Gerchum Kumarov）が創刊し、まもなくイェフダ・モーゼスが買収した。初代経営者はイェフダ・モーゼスの息子ノア・モーゼスだった。
1948年、当時この新聞の主筆だったアズリエル・カルレバッハが多数のジャーナリストや編集者を率いて『マアリヴ』紙を創刊した。カルレバッハの後任はヘルツル・ローゼンブルームだった。以来、『イェディオト・アハロノト』と『マアリヴ』は売上や社会的評価を未だに競い合っている。1990年代には、双方の新聞社が相手方の会社に盗聴器を仕掛けていたことまで露見した。
現在、『イェディオト・アハロノト』の経営者はノア・モーゼスの息子アルノン・モーゼスである。永らくヘルツル・ローゼンブルームの息子モーシェ・ヴァルディ（משה ורדי）が主筆を務めていたが、2005年、ラフィ・ギナートに地位を譲った。

## イェディオト・アハロノト・グループ
イェディオト・アハロノト・グループは商業テレビ局"チャンネル2"、ケーブルテレビ局"ホット"、週刊地方紙"イェディオト・ティクショレト"（ידיעות תקשורת）、ヘブライ語初心者用のシャアル・ラマトヒール、ロシア語紙"ヴェスティ"、さらに雑誌など、様々なメディアを所有している。また、メディアを持たない会社をも所有している。